# 47e division de réserve (Empire allemand)
La 47e division de réserve est une unité de l'armée allemande qui participe à la Première Guerre mondiale.

## Première Guerre mondiale

### Composition

#### Composition à la mobilisation - 1916
- 93e brigade d'infanterie de réserve

217e régiment d'infanterie de réserve
218e régiment d'infanterie de réserve
- 94e brigade d'infanterie de réserve

219e régiment d'infanterie de réserve
220e régiment d'infanterie de réserve
- 19e bataillon de jäger de réserve
- 47e détachement de cavalerie de réserve
- 47e régiment d'artillerie de campagne de réserve (9 batteries)
- 47e compagnie de pionniers

#### 1917 - 1918
- 94e brigade d'infanterie de réserve

218e régiment d'infanterie de réserve
219e régiment d'infanterie de réserve
220e régiment d'infanterie de réserve
- 4e escadron du 4e régiment de chasseurs à cheval
- 47e régiment d'artillerie de campagne de réserve (9 batteries)
- 347e bataillon de pionniers

### Historique

#### 1914
Au déclenchement du conflit, la 47e division de réserve forme, avec la 48e division de réserve, le 24e corps de réserve sous les ordres du général Friedrich von Gerok, partie de la 5e armée. 
- 12 octobre - 19 novembre : combats de position entre la Meuse et la Moselle. Le 11 novembre, Alfred von Besser est nommé à la tête de la division.
- 20 - 28 novembre : transport par VF vers le front de l'Est, en renfort de la 4e armée austro-hongroise, dans le secteur de Cracovie.
- 5 - 17 décembre : bataille de Limanowa, victoire des Empires centraux.
- À partir du 18 décembre : combats de position sur le cours inférieur du Dunajec.

#### 1915

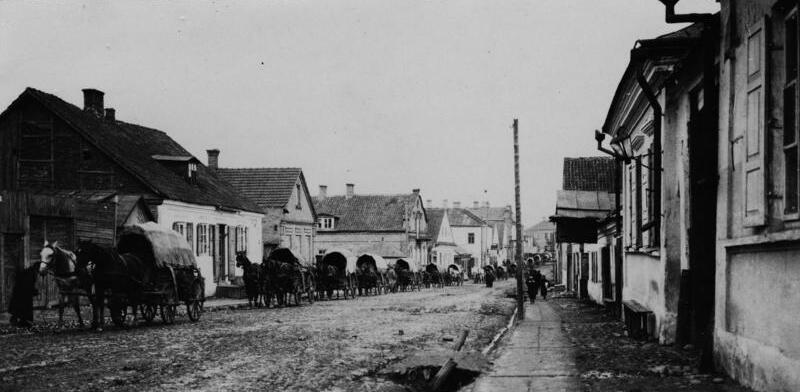
Convoi de chariots de l'armée allemande traversant Slonim en 1916

- Jusqu'au 1er mars : combats de position sur le cours inférieur du Dunajec.
- 1er - 3 mai : début de l'offensive de Gorlice-Tarnów ; reconquête de la Galicie.
- 3 - 5 mai : franchissement du Dunajec.
- 4 - 14 mai : combats de poursuite prolongeant l'offensive de Gorlice-Tarnów.
- 15 mai - 23 juin : combats de position dans le secteur de la Lega (de) et du San.Carte postale allemande de Biaroza en 1916

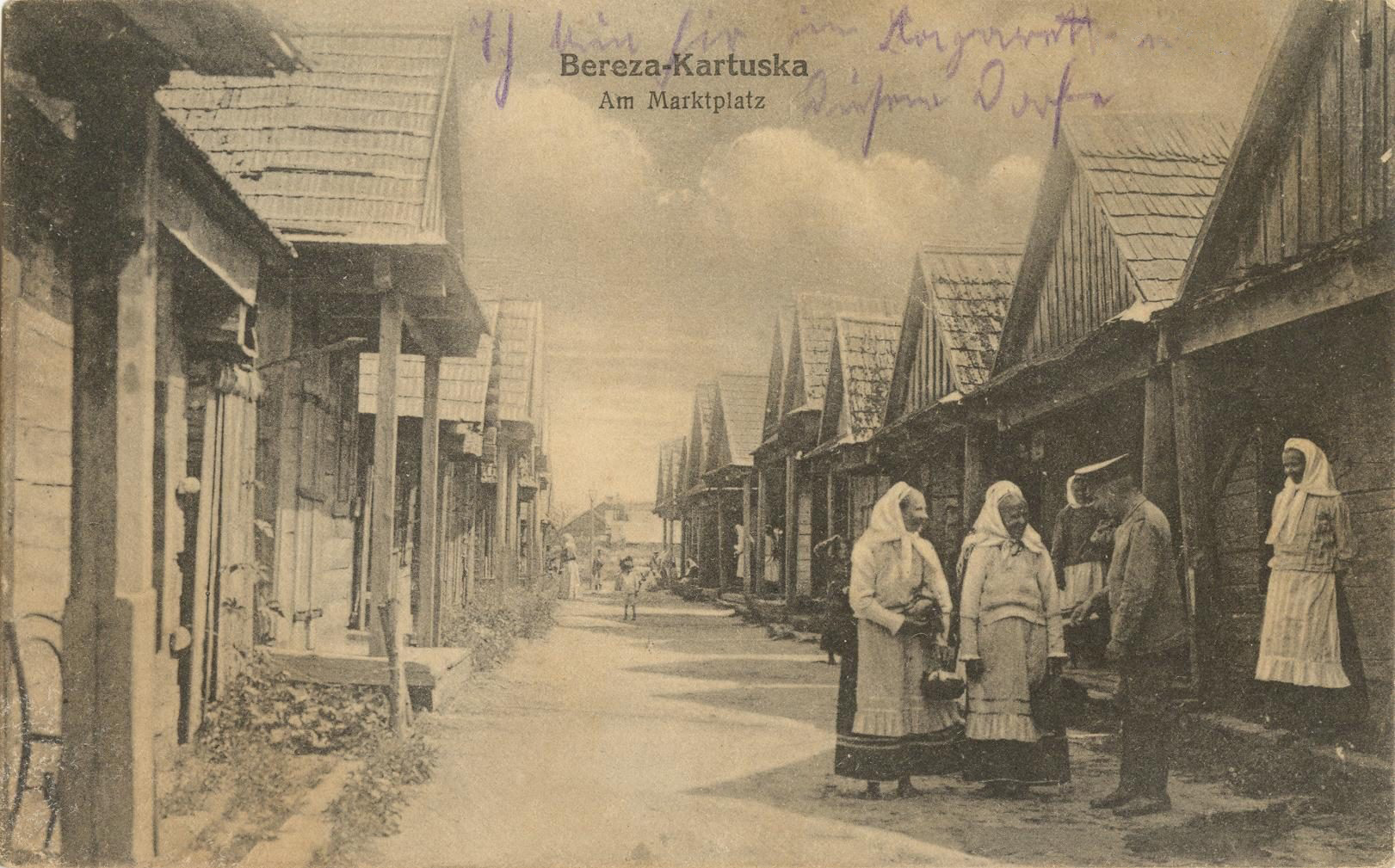
Carte postale allemande de Biaroza en 1916

- 24 - 30 juin : combats de poursuite entre le San et la Wisznia (en).
- 1er - 19 juillet : deuxième bataille de Krasnik.
- 20 juillet- 9 août : combats de poursuite, franchissement de la Wisznia et du Wieprz.
- 10 - 19 août : combats de poursuite entre le Wieprz et le Boug.
- 20 août - 3 septembre : combats de poursuite entre le Boug et la Iasselda
- 4 - 9 septembre : combats autour de Biaroza.
- 9 - 12 septembre : combats sur la Iasselda et la Zelvyanka (de).
- 13 - 18 septembre : bataille de Slonim.
- 19 - 24 septembre : combats sur la haute Chtchara et le Servetch.Convoi de chariots de l'armée allemande traversant Slonim en 1916
- À partir du 25 septembre : combats de position sur la haute Chtchara et le Servetch.

#### 1916
- 2 - 9 juillet : bataille de Baranavitchy.
- 10 juillet - 9 août : combats autour de Baranavitchy et Haradzichtcha (be).
- 9 - 10 novembre : combats autour de Skrobava (be).

#### 1917
- 1er janvier - 1er mai : combats de position sur la haute Chtchara et le Servetch. Le 26 avril, Hartwig von Eichendorff (de) est nommé commandant de la division.
- 1er - 7 mai : transport par VF vers le front de l'Ouest.
- 7 mai - 10 juin : combats de position devant Verdun.
- 11 juin - 23 octobre : combats de position au Chemin des Dames.
- 23 octobre : combat de Chavignon.
- 24 octobre - 2 novembre : combats de repli au sud de l'Ailette.
- À partir du 3 novembre : combats de position au nord de l'Ailette.

#### 1918
- Jusqu'au 20 mars : combats de position au nord de l'Ailette.
- 21 mars - 6 avril : Offensive du Printemps vers Saint-Quentin, Montdidier et Noyon.
- 7 avril - 26 mai : combats sur l'Avre et entre Montdidier et Noyon.
- 27 mai - 13 juin : offensive entre Soissons et Reims.
- 14 juin - 4 juillet : combats de position entre l'Oise, l'Aisne et la Marne.
- 5 - 17 juillet : combats de position à l'ouest de Soissons.
- 18 - 25 juillet : combats de position entre Soissons et Reims.
- 1er - 2 août : combats de position en Lorraine.
- 2 août : dissolution de la division.

## Chefs de corps
| Grade           | Nom                          | Date                             |
| --------------- | ---------------------------- | -------------------------------- |
| Generalleutnant | Bogislav von Bagenski        | 25 août - 10 novembre 1914       |
| Generalleutnant | Alfred von Besser            | 11 novembre 1914 - 25 avril 1917 |
| Generalmajor    | Hartwig von Eichendorff (de) | 26 avril 1917 - 2 août 1918      |